# Komossa (växt)
Komossa (Splachnum ampullaceum) är en bladmossart som beskrevs av Hedwig 1801. Komossa ingår i släktet parasollmossor, och familjen Splachnaceae. Arten är reproducerande i Sverige. Inga underarter finns listade i Catalogue of Life.